# Walchsee
Walchsee è un comune austriaco di 1 868 abitanti nel distretto di Kufstein, in Tirolo. Stazione sciistica specializzata nello sci nordico, ha ospitato tra l'altro una tappa della Coppa del Mondo di biathlon 1990.